# Cacao (お笑いトリオ)
cacao（カカオ）は、吉本興業（大阪本社）所属のお笑いトリオ。2020年結成。NSC大阪校41期生。キングオブコント2024ファイナリスト。

## メンバー
浦田 スターク（うらた スターク、1998年10月24日 - ）（26歳）
ツッコミ・ネタ修正担当。
本名は、浦田 勇太（うらた ゆうた）。大阪府摂津市出身。身長174 cm。
大阪府立茨木高校文理学科卒業。高校3年時、同じ野球部員だった同級生とコンビ「午前午後」を結成し、ハイスクールマンザイ2016で優勝を果たす。
高校卒業後は1年浪人し、神戸大学に入学。同年には相方と共にNSCへ入りM-1グランプリ2018に出場。
NSC卒業のタイミングで解散し、約1年間はピン芸人として活動。
同期のキャツミとユニット「グッドラップ」を組み、M-1グランプリ2019に出場。
大学3回生の年、2021年2月のよしもと漫才劇場所属をきっかけに同年4月より大学を休学。3年間の休学期間終了の通達を受け、2024年に中退。
R-1グランプリへの出場時は「才」という芸名を使っている。
実父は中学校の校長、実母は音楽の先生。兄と妹がいる。

たっぺい（1996年8月11日 - ）（29歳）
大ボケ・ネタ及び小道具作り担当。
本名は、島津 竜平（しまづ たっぺい）。大阪府柏原市出身、阪南大学高等学校・阪南大学卒業。身長173 cm。
趣味はちいかわ、特技は図画工作。血液型はA型。
大学3回生の年、高橋とコンビ「2限のみ」としてM-1グランプリ2017に出場。
大学4回生の年からNSCに入学し、高橋とコンビ「7ワープ」を結成。M-1グランプリ2018・2019に出場。
堂々としていて動じないところを「なんかすごいんちゃうか」と思ったことから高橋をNSCへ誘った。
純吉（イノシカチョウ）、タキノルイ（例えば炎）とシェアハウスで暮らしていたが、現在は退居済み。田上（例えば炎）も約1か月間同居していた。
2歳の時に西大和ユナミスポーツクラブにてスイミングを始めるも中耳炎になり、4歳で辞める。

高橋（たかはし、1996年11月26日 - ）（28歳）
小ボケ担当。
本名は、高橋 裕平（たかはし ゆうへい）。大阪府大阪市出身、阪南大学高等学校・阪南大学卒業。身長173.2 cm、血液型はA型。
趣味はゲーム、腹減り。特技は演技。
高校時代は2年進級時まで友達がおらず、学校では誰とも喋らなかった。
大学在学中は就職活動を全くしていなかったため、たっぺいからの誘いでNSCに途中入学した。
R-1グランプリ2021に「タカハシアルティメットワロタ」の芸名で出場。

## 来歴・概要
NSC大阪校41期出身の同期からなるトリオ。
NSC卒業後の浦田はピン、高橋・たっぺいはコンビ「7ワープ」として活動していた。2組はNSC在学中はあまり話したことが無く、ライブでの共演をきっかけに仲良くなった。共演したライブ打ち上げでの浦田の盛り上げ方がたっぺいの好みであったことから、たっぺいから浦田へ「ウチに入ってや」というノリが始まる。約2か月後には正式に誘われ、当時の大阪に3人組のコント師が少なかったこともありトリオを結成。高橋は浦田の加入を聞かされておらず、最初のネタ合わせの段階で知らされた。
2021年1月のチャレンジバトルで優勝し、2月からよしもと漫才劇場「翔」に昇格。同年、笑ラウドネスGPにて結成わずか1年ながら決勝進出、国民投票1位を獲得する。同年、キングオブコントにて準々決勝進出。
2022年2月、あさパラSのコーナー「ブレイク芸人を探せ!2022」にて優勝。
2022年7月、神保町×大阪で9年目以下の芸人によるネタバトル「マンゲキ×神保町 東西グランプリ ～Under-9～」にて優勝。
2023年4月、ネタパレ「ニュースター勝ち抜きパレード」にて初の5週連続勝ち抜きを果たした。
2024年10月、初のキングオブコント決勝進出を果たす。

## エピソード
- 3人の体型や髪型がほぼ同じであり、「よく似てると言われる」という[34]。
- トリオ名について由来を尋ねられることがあるものの、たまたま出てきたcacaoという単語を採用しただけで特にこれといった意味は込められていない。
- 2024年8月に実施された「翔総選挙」では、浦田が1位にランクインし、たっぺい・高橋もそれぞれ8位・10位とメンバー全員がトップ10入りを果たした[35]。

## 芸風
コントを得意とする。ネタ作りはたっぺいがベースを書いて浦田が修正を入れ、実際に演じながらボケを増やしていくというスタイル。

## 出囃子
Tempalay『新世代』

## 受賞歴・賞レース成績

### キングオブコント
| 年度             | 結果         | 会場                           | 日程       | 備考                                             |
| ---------------- | ------------ | ------------------------------ | ---------- | ------------------------------------------------ |
| 2020年（第13回） | 1回戦敗退    |                                |            |                                                  |
| 2021年（第14回） | 準々決勝進出 | YES THEATER                    | 2021/8/17  | cacaoとして初出場                                |
| 2022年（第15回） | 準々決勝進出 | よしもと漫才劇場               | 2022/8/18  |                                                  |
| 2023年（第16回） | 準々決勝進出 | よしもと漫才劇場               | 2023/8/17  |                                                  |
| 2024年（第17回） | 決勝7位      | TBSテレビ                      | 2024/10/12 | 決勝キャッチフレーズ「荒唐無稽のトリプルプレー」 |
| 2025年（第18回） | 準々決勝進出 | COOL JAPAN PARK OSAKA TTホール | 2025/8/11  | 2回戦まではシードで通過                          |

### その他
- 2021年　笑ラウドネスGP 第8位[38]
- 2022年　第2回北河内新人お笑いコンクール 審査員特別賞[39]
- 2023年　NEXT芸人大賞 優勝[40]
- 2023年　ネタパレ ニュースター勝ち抜きパレード 優勝[32]
- 2023年　UNDER5 AWARD2023 準決勝進出[41]
- 2023年　第41回今宮子供えびすマンザイ新人コンクール 奨励賞[42]

## 出演

### テレビ
- ワチャラチャ忍忍（サンテレビ）- 不定期出演 ※浦田単独での出演あり
- 千原ジュニアの座王（関西テレビ）- 不定期出演 ※主に浦田単独での出演

### ラジオ
- cacaoのヤングタウンNEXT（MBSラジオ、2025年4月13日）- 冠特番
- cacaoのMBSヤングタウンNEXT Podcast（MBSラジオポッドキャスト、2025年5月6日 - ）[43]

## 単独ライブ
2021年
- 9月11日「Special」（よしもと漫才劇場）
- 11月21日「red mirror ball」（よしもと漫才劇場）

2022年
- 1月14日「chocoring Machinegun」（よしもと漫才劇場）
- 4月8日 「すてきな3にんぐみ」（よしもと漫才劇場）
- 9月30日 「後ろ姿は」（よしもと漫才劇場）

2023年
- 2月17日「そうすけ君」（よしもと漫才劇場）
- 11月3日「ラッコント」（よしもと漫才劇場）

2024年
- 3月10日「コントっち」（よしもと漫才劇場）
- 12月6日「conte good！」（よしもと漫才劇場）

2025年
- 4月20日「conte peace」（なんばグランド花月）
- 5月2日「conte I love you」（なかのZERO小ホール）